# 14-та повітряна армія (США)
14-та повітряна армія (США) (англ. Fourteenth Air Force) — повітряна армія у складі Космічного командування ПС США. Штаб-квартира повітряної армії розташована на військово-повітряній базі Ванденберг у штаті Каліфорнія. Повітряна армія несе відповідальність за організацію, підготовку, тренування, оснащення, розгортання та забезпечення роботи системи управління визначеними компонентами складових космічної оборони з метою підтримки планів, акцій, операцій, що проводяться власно Стратегічним командуванням, а також іншими Командуваннями ЗС США.

## Призначення
14-та повітряна армія є основним бойовим компонентом Космічного командування Повітряних сил та Стратегічного командування Збройних сил Сполучених Штатів і її головними завданнями є:
- управління космічними силами з метою підтримки глобальних і регіональних операцій;
- контроль космічного простору з використанням різних систем, таких як радіолокаційні станції з фазованими антенними решітками і оптичними системами спостереження, проведення наступальних і оборонних військових операцій у космосі;
- раннє попередження про ракетний напад з використанням системи супутників та радіолокаційних станцій;
- управління більш ніж 100 супутниками різного призначення (метеорологічні, зв'язку, навігації, попередження про ракетний напад) і експлуатація глобальної мережі центрів і станцій контролю супутників військового і цивільного призначення;
- запуск і виведення на орбіту космічних апаратів із Західного і Східного ракетних полігонів, випробування космічних, повітряних і ракетних систем.